# Бхудж
Бхудж (англ. Bhuj, гудж. ભુજ) — місто і муніципалітет в західній частині індійського штату Гуджарат. Адміністративний центр округу Кач.

## Історія
За часів англійського панування місто Бхудж було столицею васальної держави Кач у президентстві Бомбей.
У 1819 році більшість міста була зруйнована землетрусом, загинуло багато людей. У 1837 році Бхудж мав населення 30 000, включаючи 6 000 мусульман.
Після здобуття Індією незалежності в 1947 році, штат Кач приєднався до Індії та став незалежною частиною штату Кач. В 1956 році штат Кач був об'єднаний зі штатом Бомбей, який в 1960 був розділений на нові лінгвістичні штати Гуджарат і Махараштра, при цьому Кач став частиною штату Гуджарат як район Кач. Бхудж — адміністративний центр округу Кач, найбільшого округу Індії.
26 січня 2001 Бхудж знову сильно постраждав від великого землетрусу.

## Географія
Місто розташоване на висоті 109 м над рівнем моря.

### Клімат
Місто знаходиться у зоні, котра характеризується кліматом тропічних пустель. Найтепліший місяць — травень із середньою температурою 31.7 °C (89 °F). Найхолодніший місяць — січень, із середньою температурою 18.3 °С (65 °F).
| Клімат Бхуджа           | Клімат Бхуджа | Клімат Бхуджа | Клімат Бхуджа | Клімат Бхуджа | Клімат Бхуджа | Клімат Бхуджа | Клімат Бхуджа | Клімат Бхуджа | Клімат Бхуджа | Клімат Бхуджа | Клімат Бхуджа | Клімат Бхуджа | Клімат Бхуджа |
| Показник                | Січ.          | Лют.          | Бер.          | Квіт.         | Трав.         | Черв.         | Лип.          | Серп.         | Вер.          | Жовт.         | Лист.         | Груд.         | Рік           |
| Абсолютний максимум, °C | 36            | 38            | 43            | 45            | 47            | 46            | 40            | 38            | 40            | 41            | 40            | 35            | 47            |
| Середній максимум, °C   | 26            | 28            | 33            | 37            | 38            | 36            | 32            | 31            | 33            | 35            | 32            | 27            | 32            |
| Середня температура, °C | 18            | 20            | 25            | 29            | 31            | 31            | 28            | 27            | 28            | 28            | 24            | 19            | 26            |
| Середній мінімум, °C    | 11            | 13            | 17            | 21            | 25            | 26            | 25            | 24            | 23            | 21            | 16            | 12            | 20            |
| Абсолютний мінімум, °C  | 1             | 1             | 8             | 13            | 16            | 16            | 19            | 19            | 17            | 12            | 7             | 3             | 1             |
| Норма опадів, мм        | 0             | 0             | 0             | 0             | 0             | 30            | 160           | 70            | 40            | 0             | 0             | 0             | 340           |
| Днів з дощем            | 0             | 0             | 0             | 0             | 0             | 2             | 9             | 4             | 3             | 0             | 0             | 0             | 23            |
| Вологість повітря, %    | 54            | 52            | 53            | 56            | 60            | 70            | 76            | 78            | 78            | 72            | 52            | 55            | 63            |
| ----------------------- | ------------- | ------------- | ------------- | ------------- | ------------- | ------------- | ------------- | ------------- | ------------- | ------------- | ------------- | ------------- | ------------- |
| Джерело: Weatherbase    |               |               |               |               |               |               |               |               |               |               |               |               |               |

## Визначні пам'ятки
У самому центрі Бхуджа розташоване велике озеро Хамирсар. Крім того, в межах міста є ще кілька невеликих озер. На околиці міста, на пагорбі, знаходиться фортеця Бхуджія, збудована першу половину XVIII століття.

## Транспорт
З'єднаний залізницею із великими містами північної Індії. Є невеликий аеропорт, який приймає щотижневі рейси з Мумбаї, які обслуговує компанія Jet Airways і Kingfisher Airlines.